# Pyrodex

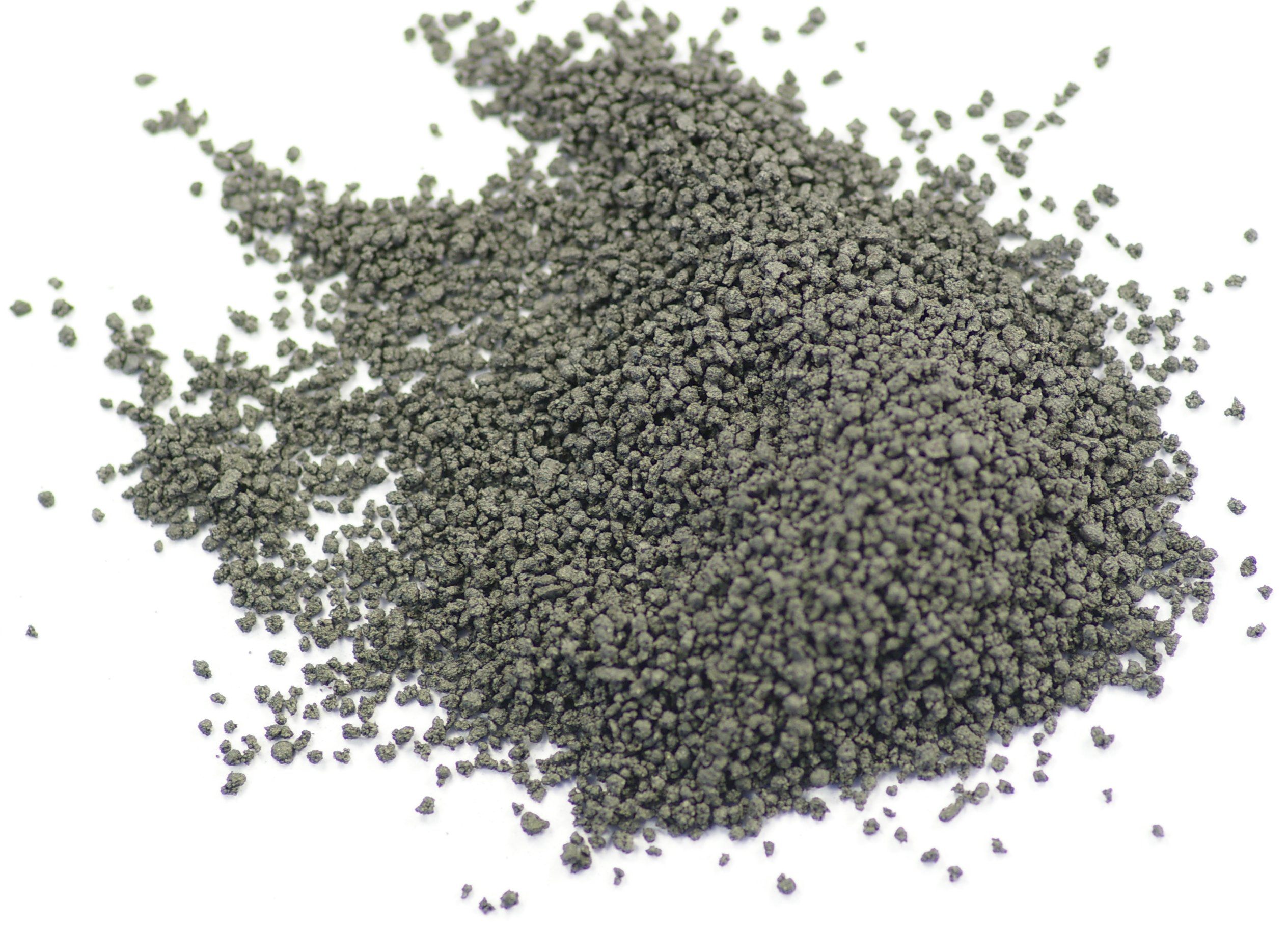
Pyrodex, un moderno sustituto de la pólvora negra para rifles de avancarga, en tamaño de grano FFG (para fusiles y mosquetes)

El pyrodex es un producto inflamable y explosivo en determinadas circunstancias, similar en composición a la pólvora negra, pero con menos humo ni residuos.
Se suele usar en armas de fuego de avancarga y pirotecnia, el uso en armas de fuego de avancarga, es igual que la pólvora negra, su medida es en volumen de pólvora y no en peso, debido a que este es inferior al de la pólvora negra.
Por sus características mejoradas, el pyrodex sustituye a la pólvora negra en países anglosajones, pero en España aún no es legal.